# Novomalorósiskaya
Novomalorósiyskaya (del ruso: Новомалороссийская) es una stanitsa del raión de Výselki del krai de Krasnodar, en Rusia. Está situada a orillas del río Beisug, 20 km al nordeste de Výselki y 94 km al nordeste de Krasnodar, la capital del krai. Tenía 5 778 habitantes en 2010.
Es cabeza del municipio Novomalorósiskoye, al que pertenece asimismo Novograzhdanskaya.

## Historia
La localidad fue fundada en 1801 por decreto del zar Pablo I. Fue designada stanitsa en 1832. Tras finalizar la Guerra del Cáucaso, a partir de 1867 se permitió la colonización de las tierras por parte de no cosacos, por lo que llegaron campesinos de Ucrania y Rusia central, con lo que empezó a desarrollarse intensivamente la agricultura. Sus tierras fueron el koljós Rosiya a partir de 1950. A partir de 1967 pertenece al raión de Výselki.

## Composición étnica
De los 5 792 habitantes que tenía en 2002, el 91.6 % era de etnia rusa, el 2.2 % era de etnia armenia, el 1.6 % era de etnia ucraniana, el 0.9 % era de etnia griega, el 0.7 % era de etnia bielorrusa, el 0.5 % era de etnia azerí, el 0.3 % era de etnia tártara, el 0.2 % era de etnia adigué, el 0.1 % era de etnia georgiana, el 0.1 % era de etnia gitana y el 0.1 % etnia alemana.